# Numbeo
A Numbeo egy közösségi ötletbörzéből eredő online adatbázis, amely a fogyasztói árakat, a vásárlóerőt, az ingatlanárakat, a fizetéseket, a bűnözési mutatókat, összességében az életminőségi értékeket tartalmazza.

## Jellemzői
Az életminőség-index részeinek kombinációja: vásárlóerő, biztonság, egészségügy, megélhetési költségek, ingatlanár-jövedelem arány, a környezetszennyezés, az éghajlat.
A webhelyet egy Szerbiában bejegyzett, zártkörű társaság üzemelteti. 2009 áprilisában alapította a Google korábbi alkalmazottja, Mladen Adamović, hogy lehetővé tegye a felhasználók számára a megélhetési költségekkel kapcsolatos információk megosztását és összehasonlítását országok és városok között.
A Numbeo tömeges forrásból származó adatait bárki beillesztheti vagy módosíthatja, aki hozzáfér a webhelyhez, és azokat nem vizsgálják felül. 2017-ben ez volt a világ városairól a felhasználói közösség által generált adatok legnagyobb adatbázisa.